# Gloria (optyka)

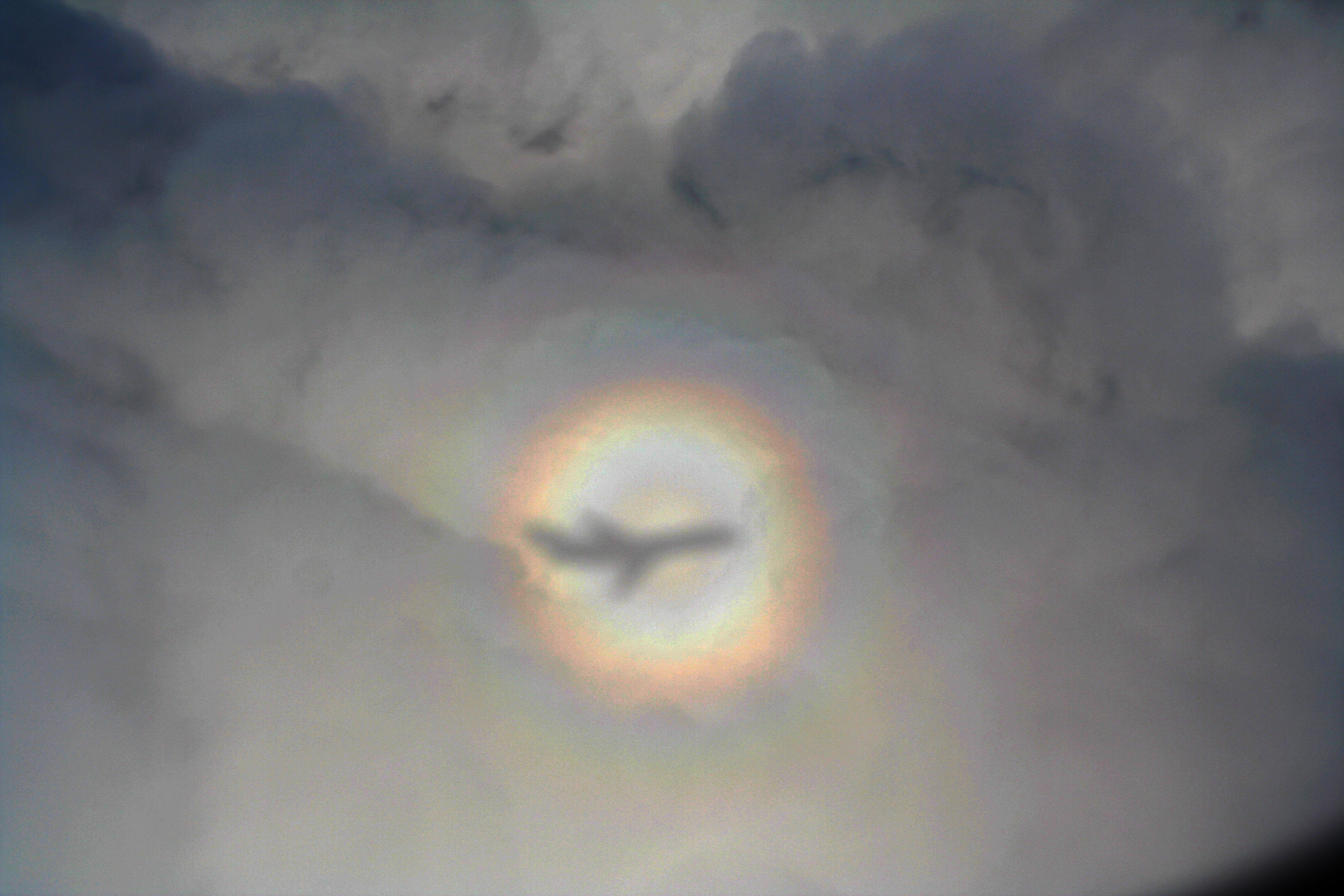
Gloria wokół cienia samolotu

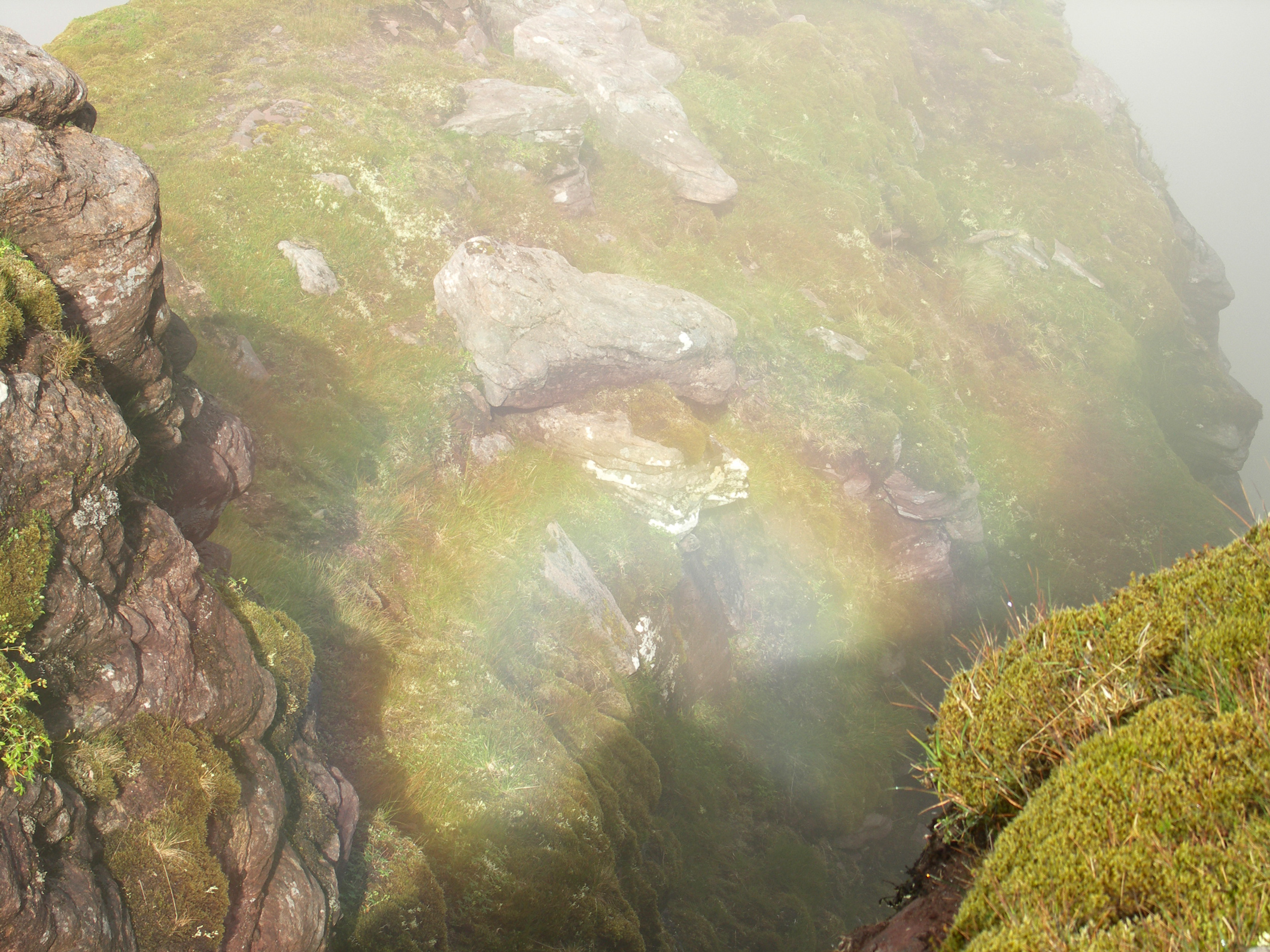
Gloria widziana w mgle

Gloria – zjawisko optyczne polegające na wystąpieniu białego obszaru centralnego o średnicy kilku stopni otoczonego barwnymi pierścieniami, przy czym niebieski pierścień ma mniejszą średnicę od czerwonego, w sprzyjających okolicznościach może wystąpić gloria wielopierścieniowa. Gloria jest zjawiskiem optycznym zależnym od obserwatora, każdy obserwator widzi swoją glorię o środku dokładnie w swoim cieniu. Gloria powstaje na małych kropelkach chmury lub mgły oświetlonych równoległymi promieniami świetlnymi słońca.

## Obserwacje

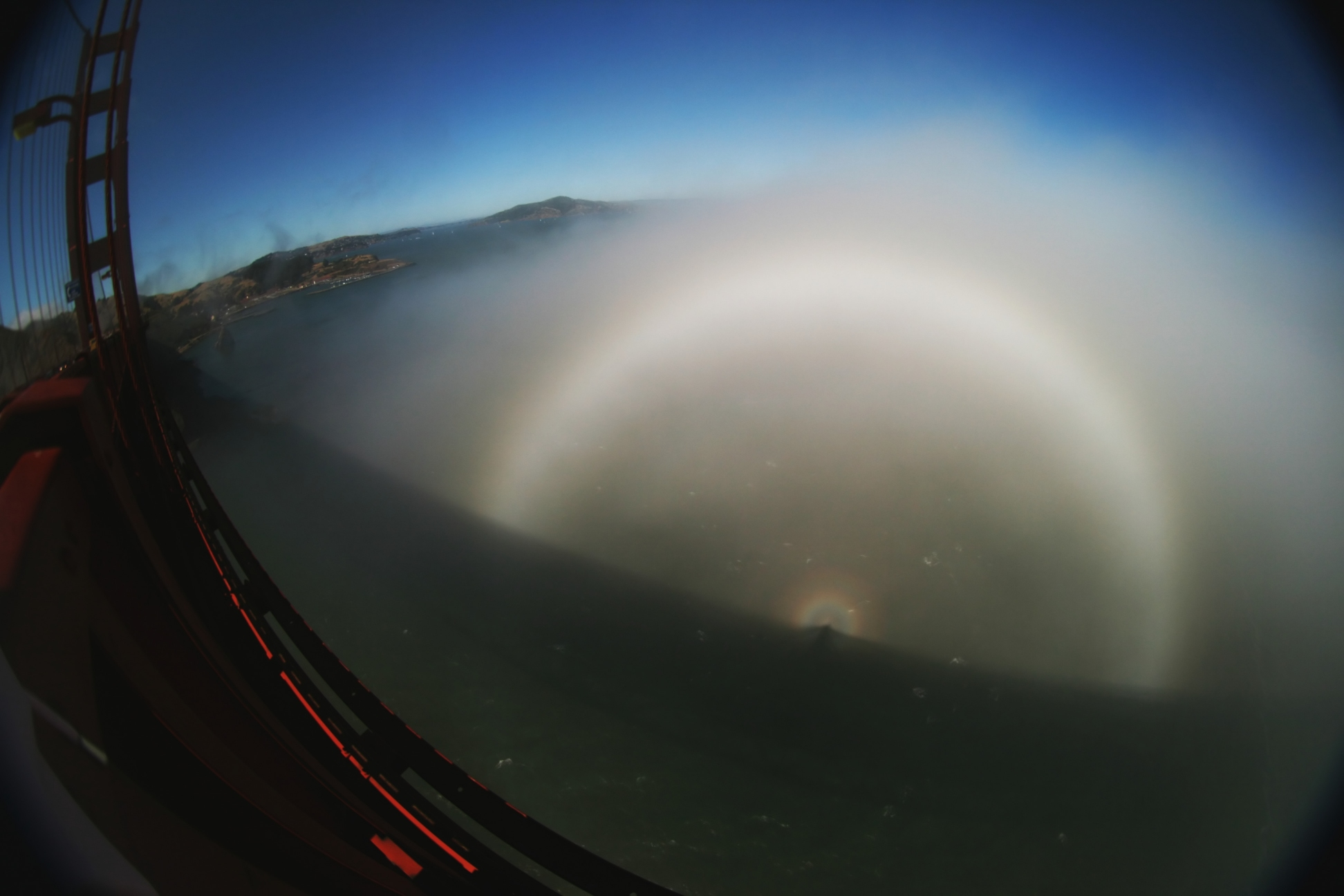
Gloria (małe łuki) i biała tęcza na mgle

Gloria jest podobna do wieńca, jednak powstaje nie dookoła źródła światła (słońca lub księżyca), lecz dookoła punktu położonego po stronie przeciwnej względem tarczy ciała niebieskiego.
Zjawisko to obserwuje się w chmurach położonych na wprost przed obserwatorem albo niżej od niego, tj. w górach lub przy obserwacjach z samolotu. Na te same chmury pada cień obserwatora i wówczas wydaje się, że gloria otacza cień jego głowy, na zdjęciu cień aparatu jest w środku glorii. Najczęściej występuje przy chmurach średnich altocumulus i altostratus.
Jeśli chmura lub mgła jest dość blisko obserwatora i jednocześnie przez mgłę widać odległe elementy krajobrazu, jego cień wydaje się bardzo duży; nazywa się to wówczas widmem Brockenu, niezależnie od tego czy jest otoczony, czy też nie barwną glorią.
Zjawisko glorii zostało także zaobserwowane poza Ziemią. Europejska sonda Venus Express krążąca wokół Wenus uchwyciła obraz tego zjawiska w 2011 roku. Utworzyły je kropelki kwasu siarkowego na szczytach wenusjańskich chmur, znajdujące się 70 km nad powierzchnią planety.

## Własności i powstawanie
Gloria powstaje tylko gdy kropelki chmury bądź mgły są niewielkie, jej światło jest silnie spolaryzowane, pierścienie są dokładnie koncentryczne do linii promieni słonecznych, a ich średnice kątowe zależne od wielkości kropel i maleją dla większych kropel. Fakty te wskazują, że światło w glorii ulega wewnętrznemu odbiciu i zmienia kierunek pod kątem niemal o 180°. Odchylenie promienia w przezroczystej kulce wody o taki kąt, zależne od współczynnika załamania światła, nie można wytłumaczyć przez prawa optyki geometrycznej także z użyciem zasad dyfrakcji światła. Użycie teorii Mie, która opisuje rozpraszanie fali świetlnej na kropli, daje wyniki zbieżne z obserwacją, jednak nie daje wskazówek jak do tego dochodzi.
W 1947 r. Hendrik Christoffel van de Hulst zasugerował, że gloria powstaje z promieni odbijających się wewnątrz kropli jeden raz i padających na kroplę niemal równolegle do powierzchni kropli, postulował, że fala świetlna poruszając się tuż przy powierzchni kropli, zachowuje się jak fala powierzchniowa, a w wyniku dyfrakcji zmienia kierunek ruchu. Van de Hulst wyjaśnił glorię jako wzór interferencji odpowiadający toroidalnemu frontowi fali powierzchniowej.
Brazylijski fizyk Herch Moysés Nussenzveig sugeruje, że większość światła glorii jest wynikiem „tunelowania” energii do kropelki wody z promieni świetlnych, które wg optyki geometrycznej przechodziłyby tuż obok kropli omijając ją, oraz ich interferencji z falami wewnątrz kropli.